# Saison 2013 de l'équipe cycliste Katusha
La saison 2013 de l'équipe cycliste Katusha est la cinquième de cette équipe.

## Préparation de la saison 2013

### Sponsors et financement de l'équipe
Les quatre principaux sponsors de l'équipe Katusha sont les entreprises russes Gazprom, Rostec, Itera (en) et Vnesheconombank (VEB). Les dirigeants des trois premières, Alexeï Miller, Sergueï Tchemezov et Igor Makarov, sont fondateurs du Russian Global Cycling Project (RGCP) qui comprend la création de plusieurs équipes cyclistes, dont Katusha. Igor Makarov, également président de la Fédération cycliste de Russie (en), en est le président. Canyon est le fournisseur de cycles de l'équipe depuis 2012.

### Arrivées et départs
| Arrivées               | Équipe 2012   |
| ---------------------- | ------------- |
| Sergey Chernetskiy     | Itera-Katusha |
| Viatcheslav Kouznetsov | Itera-Katusha |
| Dmitry Kozontchuk      | RusVelo       |
| Anton Vorobyev         | Itera-Katusha |

| Départs         | Équipe 2013     |
| --------------- | --------------- |
| Óscar Freire    | retraite        |
| Joan Horrach    | Madison Genesis |
| Maxime Vantomme | Crelan-Euphony  |

## Coureurs et encadrement technique

### Effectif
| Cycliste               | Date de naissance | Nationalité | Équipe 2012   |
| ---------------------- | ----------------- | ----------- | ------------- |
| Maxim Belkov           | 9 janvier 1985    | Russie      | Katusha       |
| Pavel Brutt            | 29 janvier 1982   | Russie      | Katusha       |
| Giampaolo Caruso       | 15 août 1980      | Italie      | Katusha       |
| Sergey Chernetskiy     | 9 avril 1990      | Russie      | Itera-Katusha |
| Xavier Florencio       | 26 décembre 1979  | Espagne     | Katusha       |
| Vladimir Gusev         | 4 juillet 1982    | Russie      | Katusha       |
| Marco Haller           | 1er avril 1991    | Autriche    | Katusha       |
| Petr Ignatenko         | 27 septembre 1987 | Russie      | Katusha       |
| Mikhail Ignatiev       | 7 mai 1985        | Russie      | Katusha       |
| Vladimir Isaychev      | 21 avril 1986     | Russie      | Katusha       |
| Alexandr Kolobnev      | 4 mai 1981        | Russie      | Katusha       |
| Viatcheslav Kouznetsov | 24 juin 1989      | Russie      | Itera-Katusha |
| Dmitry Kozontchuk      | 5 mai 1984        | Russie      | RusVelo       |
| Alexander Kristoff     | 5 juillet 1987    | Norvège     | Katusha       |
| Timofey Kritskiy       | 24 janvier 1987   | Russie      | Katusha       |
| Aliaksandr Kuschynski  | 27 octobre 1979   | Biélorussie | Katusha       |
| Alberto Losada         | 28 février 1982   | Espagne     | Katusha       |
| Denis Menchov          | 25 janvier 1978   | Russie      | Katusha       |
| Daniel Moreno          | 5 septembre 1981  | Espagne     | Katusha       |
| Luca Paolini           | 17 janvier 1977   | Italie      | Katusha       |
| Alexander Porsev       | 21 février 1986   | Russie      | Katusha       |
| Joaquim Rodríguez      | 12 mai 1979       | Espagne     | Katusha       |
| Rüdiger Selig          | 19 février 1989   | Allemagne   | Katusha       |
| Gatis Smukulis         | 15 avril 1987     | Lettonie    | Katusha       |
| Simon Špilak           | 23 juin 1986      | Slovénie    | Katusha       |
| Yury Trofimov          | 26 janvier 1984   | Russie      | Katusha       |
| Alexey Tsatevitch      | 5 juillet 1989    | Russie      | Katusha       |
| Ángel Vicioso          | 13 avril 1977     | Espagne     | Katusha       |
| Eduard Vorganov        | 7 décembre 1982   | Russie      | Katusha       |
| Anton Vorobyev         | 12 octobre 1990   | Russie      | Itera-Katusha |
| Stagiaire              | Date de naissance | Nationalité | Équipe 2013   |
| Mikhail Antonov        | 4 janvier 1986    | Russie      | Itera-Katusha |
| Sergey Nikolaev        | 5 février 1988    | Russie      | Itera-Katusha |
| Maksim Razumov         | 12 janvier 1990   | Russie      | Itera-Katusha |

### Encadrement
Viatcheslav Ekimov devient en 2013 le manager général de l'équipe Katusha. Il remplace l'Allemand Hans-Michael Holczer, qui dirigeait l'équipe depuis le début de l'année 2012. D'après le journal français L'Équipe, la mésentente entre Joaquim Rodríguez et Holczer est une cause de l'éviction de ce dernier. Triple champion olympique et désigné « cycliste russe du XXe siècle, Viatcheslav Ekimov dirigeait en 2012 l'équipe RusVelo, qui fait partie comme Katusha du Russian global cycling project. Il est également le conseiller d'Igor Makarov, président du Russian global cycling project et de la Fédération cycliste de Russie (en),,.
Les coureurs de Katusha sont encadrés par huit directeurs sportifs. Valerio Piva dirige cette équipe. Les autres directeurs sportifs sont Mario Chiesa, Claudio Cozzi, Dimitri Konyshev, Guennadi Mikhailov, Uwe Peschel, Torsten Schmidt et Erik Zabel. Ce dernier s'occupe des sprinteurs de l'équipe depuis 2012. Il est suspendu par Katusha en juillet 2013, après avoir avoué s'être dopé de 1996 à 2004,.
Arrivés en 2012, Sebastian Weber et Michael Rich sont respectivement responsables de l'entraînement des coureurs et de l'équipement.

## Bilan de la saison

### Victoires
| Date       | Course                                                   | Pays       | Classe | Vainqueur          |
| ---------- | -------------------------------------------------------- | ---------- | ------ | ------------------ |
| 14/02/2013 | 4e étape du Tour d'Oman                                  | Oman       | 2.HC   | Joaquim Rodríguez  |
| 23/02/2013 | Circuit Het Nieuwsblad                                   | Belgique   | 1.HC   | Luca Paolini       |
| 27/02/2013 | Le Samyn                                                 | Belgique   | 1.1    | Alexey Tsatevitch  |
| 10/03/2013 | 5e étape de Tirreno-Adriatico                            | Italie     | WT     | Joaquim Rodríguez  |
| 20/03/2013 | 1reb étape de la Semaine internationale Coppi et Bartali | Italie     | 2.1    | Katusha            |
| 28/03/2013 | 3ea étape des Trois Jours de La Panne                    | Belgique   | 2.HC   | Alexander Kristoff |
| 30/03/2013 | Volta Limburg Classic                                    | Pays-Bas   | 1.1    | Rüdiger Selig      |
| 30/03/2013 | Grand Prix Miguel Indurain                               | Espagne    | 1.1    | Simon Špilak       |
| 17/04/2013 | Flèche wallonne                                          | Belgique   | WT     | Daniel Moreno      |
| 27/04/2013 | 4e étape du Tour de Romandie                             | Suisse     | WT     | Simon Špilak       |
| 01/05/2013 | Grand Prix de Francfort                                  | Allemagne  | 1.HC   | Simon Špilak       |
| 06/05/2013 | 3e étape du Tour d'Italie                                | Italie     | WT     | Luca Paolini       |
| 12/05/2013 | 9e étape du Tour d'Italie                                | Italie     | WT     | Maxim Belkov       |
| 15/05/2013 | 1re étape du Tour de Norvège                             | Norvège    | 2.1    | Alexander Kristoff |
| 16/05/2013 | 2e étape du Tour de Norvège                              | Norvège    | 2.1    | Alexander Kristoff |
| 19/05/2013 | 5e étape du Tour de Norvège                              | Norvège    | 2.1    | Alexander Kristoff |
| 12/06/2013 | 5e étape du Tour de Suisse                               | Suisse     | WT     | Alexander Kristoff |
| 13/06/2013 | 1re étape du Tour de Luxembourg                          | Luxembourg | 2.HC   | Alexander Porsev   |
| 20/06/2013 | Championnat de Lettonie du contre-la-montre              | Lettonie   | CN     | Gatis Smukulis     |
| 23/06/2013 | Championnat de Russie sur route                          | Russie     | CN     | Vladimir Isaychev  |
| 20/07/2013 | 1re étape du Tour de Wallonie                            | Belgique   | 2.HC   | Alexandr Kolobnev  |
| 16/08/2013 | 1re étape du Tour des Fjords                             | Norvège    | 2.1    | Sergey Chernetskiy |
| 17/08/2013 | 2e étape du Tour des Fjords                              | Norvège    | 2.1    | Alexander Kristoff |
| 17/08/2013 | 3e étape du Tour des Fjords                              | Norvège    | 2.1    | Katusha            |
| 18/08/2013 | Classement général du Tour des Fjords                    | Norvège    | 2.1    | Sergey Chernetskiy |
| 27/08/2013 | 4e étape du Tour d'Espagne                               | Espagne    | WT     | Daniel Moreno      |
| 01/09/2013 | 9e étape du Tour d'Espagne                               | Espagne    | WT     | Daniel Moreno      |
| 07/09/2013 | 3e étape de la Semaine cycliste lombarde                 | Italie     | 2.1    | Alexey Tsatevitch  |
| 13/09/2013 | 19e étape du Tour d'Espagne                              | Espagne    | WT     | Joaquim Rodríguez  |
| 06/10/2013 | Tour de Lombardie                                        | Italie     | WT     | Joaquim Rodríguez  |

### Résultats sur les courses majeures
Les tableaux suivants représentent les résultats de l'équipe dans les principales courses du calendrier international (les cinq classiques majeures et les trois grands tours). Pour chaque épreuve est indiqué le meilleur coureur de l'équipe, son classement ainsi que les accessits glanés par Katusha sur les courses de trois semaines.

#### Classiques
| Classique            | Milan-San Remo    | Tour des Flandres       | Paris-Roubaix           | Liège-Bastogne-Liège   | Tour de Lombardie       |
| -------------------- | ----------------- | ----------------------- | ----------------------- | ---------------------- | ----------------------- |
| Coureur (classement) | Luca Paolini (5e) | Alexander Kristoff (4e) | Alexander Kristoff (9e) | Joaquim Rodríguez (2e) | Joaquim Rodríguez (1er) |

#### Grands tours
| Grand tour           | Tour d'Italie                                       | Tour de France         | Tour d'Espagne                                                |
| -------------------- | --------------------------------------------------- | ---------------------- | ------------------------------------------------------------- |
| Coureur (classement) | Yury Trofimov (13e)                                 | Joaquim Rodríguez (3e) | Joaquim Rodríguez (4e)                                        |
| Accessits            | 2 victoires d'étapes (Luca Paolini et Maxim Belkov) | -                      | 3 victoires d'étapes (Daniel Moreno (2) et Joaquim Rodríguez) |

### Classement UCI
L'équipe Katusha termine à la troisième place du World Tour avec 1 340 points. Ce total est obtenu par l'addition des points des cinq meilleurs coureurs de l'équipe au classement individuel que sont Joaquim Rodríguez, 1er avec 607 points, Daniel Moreno, 12e avec 295 points, Simon Špilak, 21e avec 199 points, Alexander Kristoff, 28e avec 161 points, et Luca Paolini, 65e avec 78 points,. Le championnat du monde du contre-la-montre par équipes terminé à la 11e place ne rapporte aucun point à l'équipe.
| Rang | Coureur            | Points |
| ---- | ------------------ | ------ |
| 1    | Joaquim Rodríguez  | 607    |
| 12   | Daniel Moreno      | 295    |
| 21   | Simon Špilak       | 199    |
| 28   | Alexander Kristoff | 161    |
| 65   | Luca Paolini       | 78     |
| 117  | Yury Trofimov      | 22     |
| 135  | Maxim Belkov       | 16     |
| 144  | Ángel Vicioso      | 12     |
| 174  | Denis Menchov      | 4      |
| 184  | Giampaolo Caruso   | 2      |
| 187  | Alexandr Kolobnev  | 2      |
| 194  | Alexey Tsatevitch  | 2      |
| 205  | Alexander Porsev   | 1      |